# أورفيل مودي
أورفيل مودي (بالإنجليزية: Orville Moody)‏ هو لاعب غولف أمريكي، ولد في 9 ديسمبر 1933 في تشيكاشا في الولايات المتحدة، وتوفي في 8 أغسطس 2008 بسبب ورم نخاعي متعدد.

## وصلات خارجية
- أورفيل مودي على موقع رابطة لاعبي الغولف المحترفين (الإنجليزية)
- أورفيل مودي على موقع إن إن دي بي (الإنجليزية)